# Chicago (musical)
A Chicago című musicalt 1975. június 3-án mutatták be, a New York-i 46. Utcai Színházban. A darab inspirálója a húszas évek egyik nagy sikerű vígjátéka volt. John Kander és Fred Ebb musicaltörténeti művet írt, érdekes módon minden méltató a rendező-koreográfus és a szövegkönyvet is társszerzőként jegyző, Bob Fosse munkáját helyezi az első helyre. A darabot New Yorkban két évig, 898 alkalommal játszották, ezt követte egy hasonló időtartamú turné. Az ősbemutató főszerepeit Gwen Verdon, Chita Rivera és Jerry Orbach játszotta.
1997-ben Londonban – tíz évvel Bob Fosse halála után – óriási sikerrel mutatták be a darab két évtizeddel korábbi előadásának pontos reprodukcióját. A rendező egykori sztárja, munkatársa Ann Reinking a mozdulat szinten részletezett, rögzített koncepció alapján dolgozhatott.
A darabot magyarországon először a Fővárosi Operettszínházban mutatták be 1980-ban, Seregi László rendezésében. A prózai szövegeket Prekop Gabriella, a zenés szövegeket G. Dénes György fordította. A főszerepekben Galambos Erzsi (Roxie Hart), Felföldi Anikó (Velma Kelly) és Harsányi Frigyes (Billy Flynn) voltak láthatóak.

## A darab cselekménye
- Helyszín: Chicago
- Idő: 1926